# La Dispute
La Dispute — американський пост-хардкор гурт, заснований 2004 року в місті Гранд-Рапідс, Мічиган. Нині La Dispute поширюють свої альбоми під лейблом No Sleep Records.
Дебютний міні-альбом гурту Vancouver був випущений у 2006 році на лейблі Friction Records. Пізніше гурт підписав контракт з лейблом Forest Life Records, під яким випустила два міні-альбоми в травні 2008-го. Їхній дебютний студійний альбом Somewhere at the Bottom of the River Between Vega and Altair був випущений 11 листопада 2008 року на No Sleep Records. У період між першим і другим студійними альбомами гурт випустив три міні-альбоми: Here, Hear III., Searching for a Pulse / The Worth of the World і Never Come Undone.

## Історія
La Dispute була утворена в Гранд-Рапідс, штат Мічиган, у 2004 році Джорданом Дрейером, Кевіном Уайттемором, Бредом Вандер Ладжтем, Дереком Стернбергом і Адамом Кулом, які були шкільними друзями та підтримували хороші стосунки. Здебільшого учасники гурту час від часу грали в гаражах і на складах. Після відходу Дерека Стернберга та Адама Кула, які були важливими учасниками гурту, La Dispute не збиралися два роки. У 2006 році в гурт вступили Чед Стерінбург і Адам Весс, що зайняли місця Стернберга і Кула, а 14 квітня того ж року вийшов дебютний міні-альбом Vancouver — єдиний, випущений на лейблі Friction Records.

## Учасники
Теперішні учасники
- Джордан Дрейер — вокал, ударні (2004—дотепер)
- Чед Стерінбург — гітара (2006—дотепер)
- Кевін Уайттемор — гітара (2004—дотепер)
- Адам Весс — бас-гітара (2006—дотепер)
- Бред Вандер Ладжт — ударні, клавішні (2004—дотепер)

Колишні учасники
Дерек Стернберг — гітара (2004—2006)
Адам Кул — бас-гітара (2004—2006)

## Дискографія
Студійні альбоми
- 2008 — Somewhere at the Bottom of the River Between Vega and Altair
- 2011 — Wildlife
- 2014 — Rooms Of The House

Мініальбоми
- 2006 — Vancouver
- 2008 — Untitled 7 "
- 2008 — Here, Hear.
- 2008 — Here, Hear II.
- 2008 — Winter Tour Holiday CD-R
- 2009 — Here, Hear III.
- 2010 — Searching for a Pulse / The Worth of the World
- 2011 — Never Come Undone
- 2012 — Conversations

Збірки
- 2008 - Hardcore, Punk, Etc. 2 008 (до збірки увійшла їхня пісня Said the King to the River (Demo))
- 2011 - Vs. The Earthquake (до збірки увійшла їхня пісня Why It Scares Me (Live))